# در بار (فیلم ۲۰۰۷)
در بار (به ترکی استانبولی: Barda) یک فیلم جنایی محصول سال ۲۰۰۷ ترکیه است که توسط سردار آکار نوشته و کارگردانی شده‌است. داستان فیلم بر اساس یک رخداد واقعی است که در سال ۱۹۹۷ در آنکارا اتفاق افتاده است.